# Gabri
Gabri, właśc. Gabriel Francisco García de la Torre (ur. 10 lutego 1979 w Sallent) – piłkarz hiszpański występujący na pozycji środkowego pomocnika, a także trener.

## Życiorys
W FC Barcelona grał we wszystkich kategoriach wiekowych, od juniorów, aż po występy w pierwszej drużynie, w której wywalczył miejsce dzięki swej wszechstronności. Debiut piłkarza miał miejsce 8 sierpnia 1999 roku.
W reprezentacji Hiszpanii, podobnie jak w klubie grał niemal w każdej kategorii wiekowej, debiutując w pierwszym zespole w 2003 roku przeciwko Ekwadorowi. Z reprezentacją narodową pojechał na Mistrzostwa Europy 2004 odbywające się w Portugalii.
Sezon 2004/2005 rozpoczął się ciężką kontuzją kolana, której nabawił się 23 września 2004 w meczu przeciwko Realowi Saragossa na Camp Nou. Piłkarz z powodu tej kontuzji nie trenował przez 8 miesięcy i powrócił do gry dopiero na ostatnie mecze sezonu w którym FC Barcelona zdobyła tytuł mistrzowski. W 2006 roku przeszedł do Ajaksu Amsterdam, z którym zdobył Puchar Holandii.
W 2010 roku Gabri przeszedł do katarskiego Umm-Salal SC.

## Osiągnięcia
FC Barcelona
- 2005/2006 Superpuchar Hiszpanii
- 2005/2006 Mistrzostwo
- 2005/2006 Liga Mistrzów
- 2004/2005 Mistrzostwo

Ajax
- 2006/2007 Wicemistrzostwo
- 2006/2007 Puchar Holandii

Reprezentacja Hiszpanii
- 1999/2000 Mistrzostwo Świata U-20